# エリック・ヤン・ハヌッセン
エリック・ヤン・ハヌッセン（Erik Jan Hanussen, 1889年6月2日 - 1933年3月25日）は、ヴァイマル共和政期のドイツで活動した、預言者を騙る手品師・占星術師。本名はヘルマン・シュタインシュナイダー（Hermann Steinschneider）で、チェコ系ユダヤ人だったと伝えられる。

## 来歴

### 生い立ち
1889年にウィーンで生まれる。両親は共にユダヤ人で、父ジークフリートは旅役者、母アントニエ・ユリエは裕福な毛皮商の娘であった。幼い頃に母を亡くし、父親の再婚相手と馴染めずにウィーンのカフェで奇術を学んだ。第一次世界大戦に従軍し、その時の上官から「ヤン・エリック・ハヌッセン」の名を得ている。

### 預言者
戦後、超能力を舞台に掛けるようになり、本人は千里眼があると主張していたが、実際には奇術であった。この頃、チェコスロバキアの国籍を取得している。
当初はただの一端の手品師だったが徐々に人気を集め突撃隊幹部と交流を持ち、社交界にも人脈を広げる。
1930年代にはハヌッセンの舞台は大盛況で、非常に人気があった。アドルフ・ヒトラーとは1932年11月ドイツ国会選挙以前から交流を持ち、軍人上がりのヒトラーの演説に対し、ボディ・ランゲージを指導すると同時にヒトラーお抱えの預言者としても活躍する。また、ヨーゼフ・ゲッベルス、ヴォルフ＝ハインリヒ・フォン・ヘルドルフ、カール・エルンスト、フリードリヒ・ヴィルヘルム・オーストなどのナチ党幹部との間にも太いパイプを構築していった。
1931年にブレスラウの印刷会社を購入し、オカルト雑誌『ハヌッセン・マガジン』『ブンテ・ボッヘンシャウ』を刊行する。ハヌッセンは雑誌の印税や舞台で得た収入で屋敷を購入・改築し、この屋敷は人々から「オカルト宮殿」と呼ばれるようになった。「オカルト宮殿」の一室では交霊会が行われ、大きな円卓の周りに座り下から照らされるガラスに掌を置いた招待客にハヌッセンが預言を伝え、人気を集めた。ドイツ国会議事堂放火事件を予言し、更に注目を集めるようになり、上流階級からの招待を受ける際は常に従者を伴うようになった。

### 暗殺
ハヌッセンはナチ党を支持しており、ユダヤ人であることをひた隠しにしていた。また、ハヌッセンは自身の出自をデンマーク貴族と名乗り、ユダヤ人であるがゆえの危険性と隣り合わせにあった。

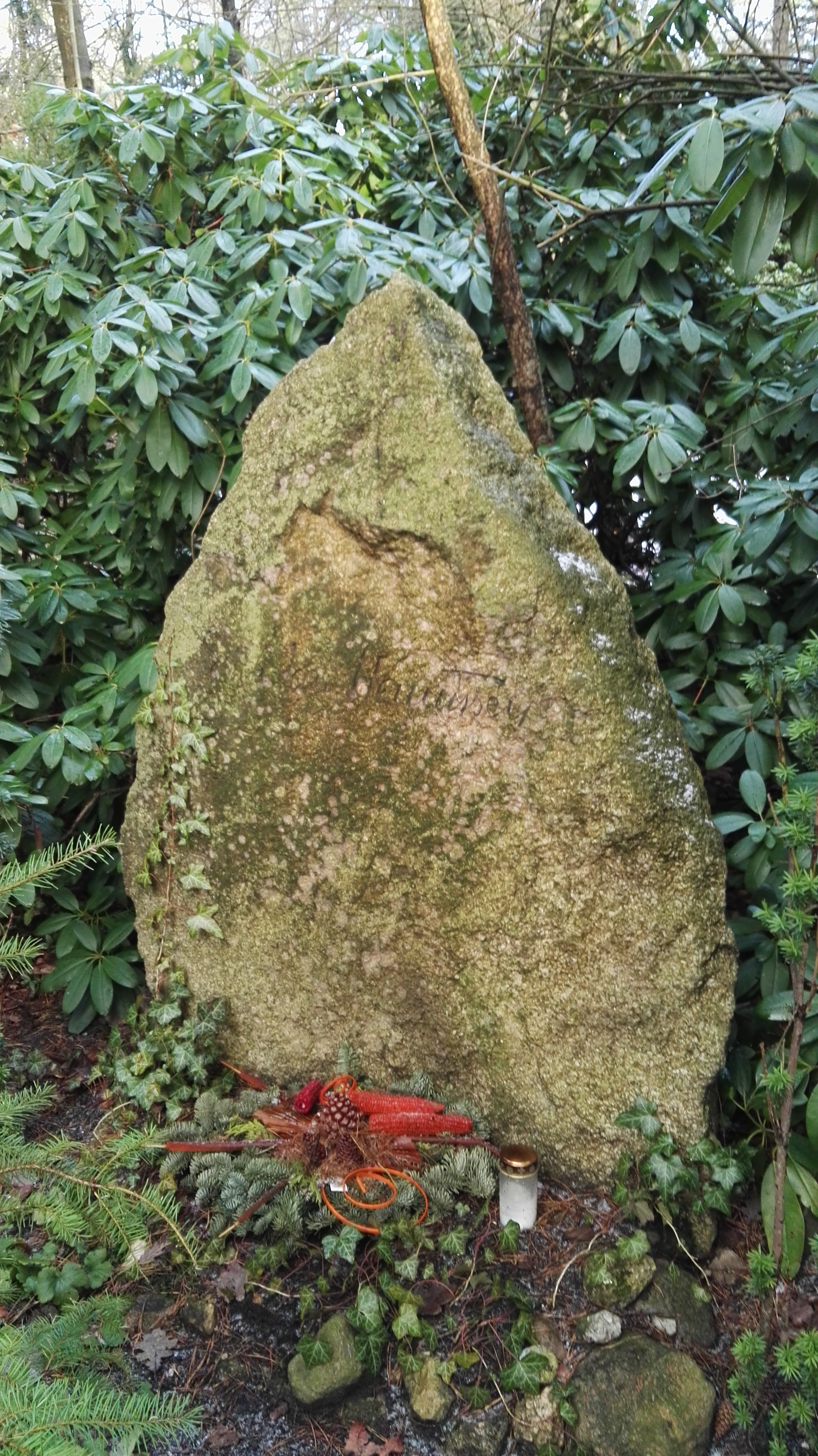
ハヌッセンの墓

ナチ党政権が樹立された際には「オカルト省」なるものを設立し、その大臣に就任して国家を動かすつもりだったと言われている。しかし、ナチ党の権力掌握後の1933年3月25日に妻と共にベルリンで暗殺され、遺体は郊外のシュターンスドルフに捨てられ１か月以上経って発見された。墓はシュターンスドルフにある。
暗殺の理由は、現在もわかっていない。ヒトラーがハヌッセンに危機感を抱くようになった上に、ハヌッセンがユダヤ人と知ったヒトラーの命令で射殺されたという説が一般的だが、ゲッベルスとヘルマン・ゲーリングの権力争いに巻き込まれたという説も存在する。また、実行犯についても、突撃隊による殺害とされているが、これも推測である。

## 人物
国会議事堂放火事件に関しては、放火犯とされたマリヌス・ファン・デア・ルッベに催眠術を掛け犯行を行わせたという奇説が存在する。
1943年、アメリカの戦略諜報局に所属する精神分析医ウォルター・ランガーはヒトラーの精神プロファイリングを行った。ファイルにはハヌッセンに関する記述も含まれており、「1920年代の早い時期に占星術師の"ハミッセン"という人物から演説や心理学の手ほどきを受けた。彼はヒトラーに集会演説の重要性を始め様々な指導を行った」と記している。

## 家族
1920年に最初の妻テレジア・ルクシュとの間に娘エリカ・フックス・シュタインシュナイダーをもうけた。テレジアはハヌッセンと離婚後、エリカと共にミラノに移住し、酒造会社の息子フックスと再婚した。
1922年には愛人との間に息子ゲアハルト・ベルガルトをもうけている。ゲアハルトは孤児院に入れられ第二次世界大戦を生き残り、戦後は父同様に千里眼の奇術を用いて人気を博し、自ら「ハヌッセン2世」と名乗った。

## ハヌッセンが登場する作品
- 『ハヌッセン（英語版）』（1955年）、演：O・W・フィッシャー
- 『ハヌッセン（英語版）』（1988年）、演：クラウス・マリア・ブランダウアー
- 『神に選ばれし無敵の男（英語版）』（2001年）、演：ティム・ロス
- 『劇場版 鋼の錬金術師 シャンバラを征く者』（2005年）、声 - 古川登志夫
- 『キングスマン:ファースト・エージェント』（2021年英米合作）
  - ハヌッセンは「闇の狂団（原語：The Shepherd's Flock）」の一員として世界に混乱を巻き起こす工作員という役割。 演：ダニエル・ブリュール
- 小説『笑うマトリョーシカ』（2021年） 著：早見和真[11]　主人公が大学時代に書いた論文の題材としてハヌッセンが描かれている。
  - ドラマ『笑うマトリョーシカ』TBSテレビ（2024年） 上記小説を原作とするテレビドラマ。